# 안성 청룡사 동종
사인비구 제작 동종 - 안성청룡사동종(思印比丘 製作 銅鍾 - 安城靑龍寺銅鍾)은 대한민국 경기도 안성시 청룡사에 있는 조선시대의 종이다. 조선 현종 15년, 1674년에 제작되었다. 2000년 2월 15일 대한민국의 보물 제11-4호로 지정되었다.
이 종은 정통 승장계(正統 僧匠系)의 종 양식을 따른 전통계열의 종으로 한국종의 특징인 음통과 안으로 오무라든 종신, 역동적인 용뉴, 상하대, 유곽, 보살상에서 표현된 연화당초문의 정교함 등으로 생동감 넘치는 사실적 표현수법이 돋보이는 작품이다.

## 개요
조선 숙종 때 경기도와 경상도 지역에서 활동한 승려인 사인비구에 의해서 1674년에 만들어진 조선시대 종이다.
사인비구는 18세기 뛰어난 승려이자 장인으로 전통적인 신라 종의 제조기법에 독창성을 합친 종을 만들었다. 현재 그의 작품 8구가 서로 다른 특징을 보이며 전해지고 있다.
이 종은 종을 매다는 고리인 용뉴와 소리의 울림을 도와준다는 대나무 모양의 음통에 역동적인 모습의 용이 새겨져 있다. 또한 종의 어깨와 아래 입구 부분에는 연꽃과 덩굴을 새긴 넓은 띠를 두르고 있으며, 어깨 띠 아래에는 사각형 모양의 대가 있고 그 사이사이에는 보살상을 세웠다.
사실적으로 표현한 수법이 특히 돋보이는 작품으로, 사인비구가 김룡사종, 수타사종(1670)을 제작한 이후 완숙한 기량을 발휘한 수작인 점에서 조선후기 장인 사회를 연구하는데 중요한 자료가 되고 있다.

## 같이 보기
- 사인비구 제작 동종
- 청룡사

## 참고 자료
- 안성 청룡사 동종 - 국가유산청 국가유산포털